# Sabonje
Sabonje – wieś w Słowenii, w gminie Ilirska Bistrica. W 2018 roku liczyła 66 mieszkańców.